# Lyrfåglar
Lyrfåglar är två marklevande australiensiska fågelarter av släktet Menura som placeras i den egna familjen Menuridae. De är mest kända för sin stora förmåga att härma naturliga och konstgjorda läten från den omgivande miljön, samt för dess unika förlängda stjärtfjädrar vars form gett dem deras samlingsnamn.

## Arter
- Praktlyrfågel (Menura novaehollandiae)
- Mindre lyrfågel (Menura alberti)